# Futebol de 5 nos Jogos Parapan-Americanos de 2007

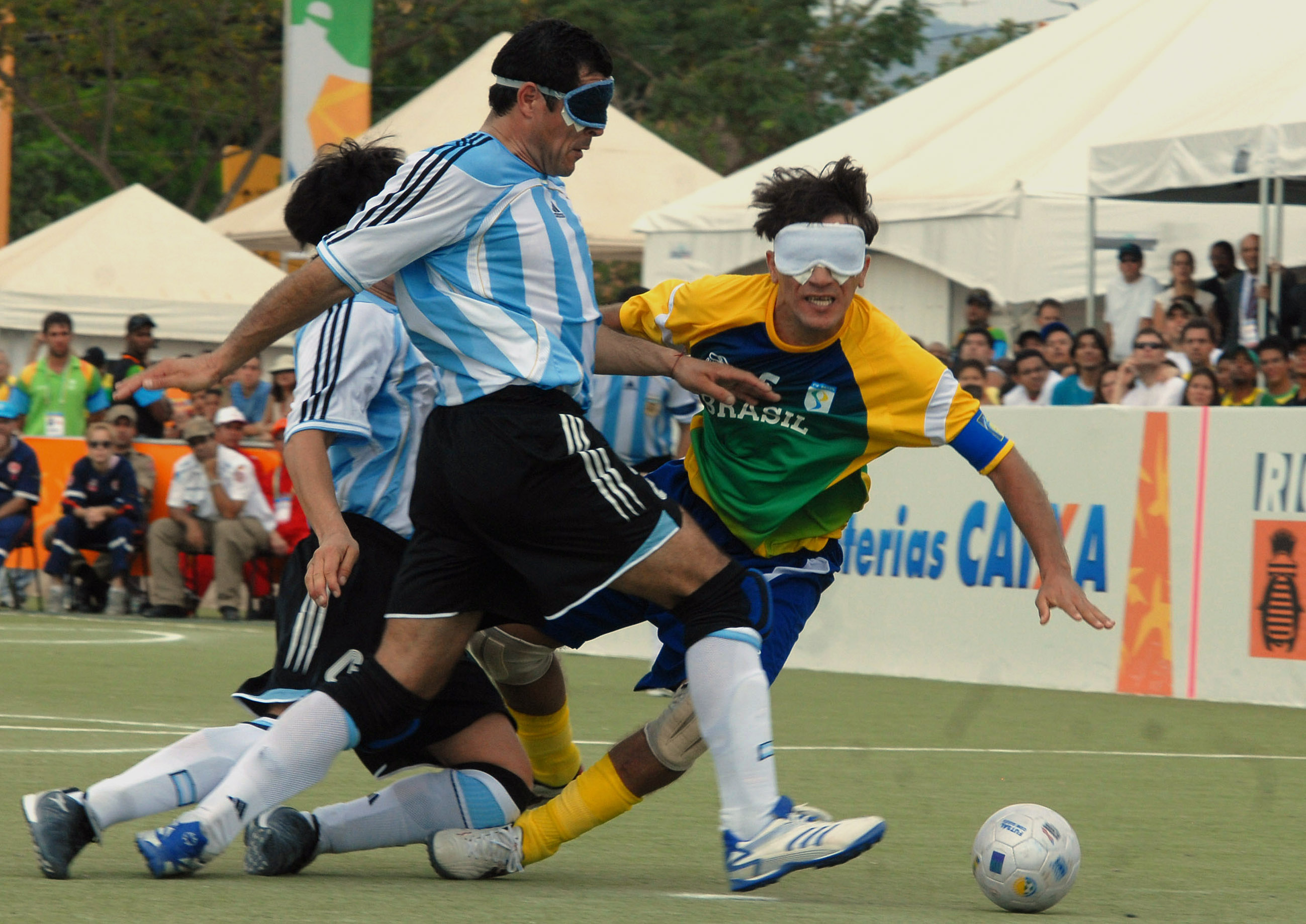
Final entre Brasil e Argentina

O futebol de 5 nos Jogos Parapan-americanos de 2007 foi realizado entre os dias 13 e 19 de agosto no Complexo Esportivo de Deodoro no Rio de Janeiro. Cinco equipes intervieram no torneio: Brasil, Argentina, Chile, Colômbia e Paraguai. O futebol de 5 é jogado por atletas com deficiência visual e faz parte do programa paraolímpico desde Atenas 2004.

## Medalhistas
| Med / | País | Med / | País | Med /  | País |
| Ouro  | BRA Brasil | Prata | ARG Argentina | Bronze | PAR Paraguai |
|       | Andreonni Rego Damião Ramos Emerson Carvalho Fábio Vasconcelos Jefferson Gonçalves João Silva Marcos Alves Felipe Ricardo Alves Severino Silva Sandro Laina |       | Dario Lencina Diego Cerega Eduardo Díaz Gonzalo Abbas Achache Gustavo Maidana Iván Figueroa José Jimenez Lucas Rodríguez Silvio Velo Oscar Moreno |        | Antonio Benítez Alberto Blanco Evelio Pavón Hugo Ramírez Marco Pereira Miguel Mancilla Nicolás López Nicolás Yegros Ricardo Villamayor Wilfrido López |

## Grupo único
| Pos | Time      | Pts | J | V | E | D | GP | GC | SG  |
| --- | --------- | --- | - | - | - | - | -- | -- | --- |
| 1   | Brasil    | 12  | 4 | 4 | 0 | 0 | 17 | 0  | +17 |
| 2   | Argentina | 7   | 4 | 2 | 1 | 1 | 11 | 4  | +7  |
| 3   | Paraguai  | 7   | 4 | 2 | 1 | 1 | 7  | 8  | -1  |
| 4   | Colômbia  | 3   | 4 | 1 | 0 | 3 | 5  | 11 | -6  |
| 5   | Chile     | 0   | 4 | 0 | 0 | 4 | 3  | 20 | -17 |

| 13 de Agosto de 2007 15:00 | Argentina                                                             | 7 – 0 | Chile | Complexo Esportivo de Deodoro Árbitro: Nelson Glock BRA |
|                            | Velo 4', 27' · Jimenez 12' · Figueroa 30', 31', 40' · Coloma 34' (GC) |       |       |                                                         |

| 13 de Agosto de 2007 17:00 | Paraguai                                     | 3 – 1 | Colômbia  | Complexo Esportivo de Deodoro Árbitro: Ricardo Torino ARG |
|                            | López 16' (P) · Villamayor 28' · Pereira 42' |       | Parra 36' |                                                           |

| 14 de Agosto de 2007 15:00 | Paraguai            | 2 – 2 | Argentina                  | Complexo Esportivo de Deodoro Árbitro: Lúcio Morgado BRA |
|                            | Villamayor 27', 43' |       | Velo 5' (P) · Figueroa 48' |                                                          |

| 14 de Agosto de 2007 17:00 | Brasil                                                                  | 7 – 0 | Chile | Complexo Esportivo de Deodoro Árbitro: Ricardo Torino ARG |
|                            | S. Silva 3', 11' · R. Alves 6', 15', 30' · Gonçalves 23' · J. Silva 46' |       |       |                                                           |

| 15 de Agosto de 2007 15:00 | Brasil                                               | 4 – 0 | Paraguai | Complexo Esportivo de Deodoro Árbitro: Mariano Travaglino ARG |
|                            | R. Alves 21', 22' · Alves Felipe 25' · Gonçalves 46' |       |          |                                                               |

| 15 de Agosto de 2007 17:00 | Colômbia | 0 – 2 | Argentina                       | Complexo Esportivo de Deodoro Árbitro: Nelson Glock BRA |
|                            |          |       | Figueroa 20' (P) · Velo 39' (P) |                                                         |

| 16 de Agosto de 2007 15:00 | Colômbia | 0 – 4 | Brasil                               | Complexo Esportivo de Deodoro Árbitro: Mariano Travaglino ARG |
|                            |          |       | R. Alves 7', 15', 40' · S. Silva 38' |                                                               |

| 16 de Agosto de 2007 17:00 | Chile    | 1 – 2 | Paraguai                     | Complexo Esportivo de Deodoro Árbitro: Nelson Glock BRA |
|                            | Ríos 48' |       | W. Lópes 1' · Villamayor 14' |                                                         |

| 17 de Agosto de 2007 15:00 | Chile                   | 2 – 4 | Colômbia                                     | Complexo Esportivo de Deodoro Árbitro: Luis Antônio BRA |
|                            | Cortes 20' (P), 22' (P) |       | Parra 7', 33' · Grajales 25' (P) · López 42' |                                                         |

| 17 de Agosto de 2007 17:00 | Argentina | 0 – 2 | Brasil                      | Complexo Esportivo de Deodoro Árbitro: Lucio Morgado BRA |
|                            |           |       | S. Silva 35' · R. Alves 47' |                                                          |

## Disputa pelo bronze
| 18 de Agosto de 2007 17:00 | Paraguai                           | 3 – 1 | Colômbia  | Complexo Esportivo de Deodoro Árbitro: Lucio Morgado BRA |
|                            | Villamayor 5', 52' · Pavón 51' (P) |       | Parra 49' |                                                          |

## Final
| 19 de Agosto de 2007 10:00 | Brasil       | 1 – 0 | Argentina | Complexo Esportivo de Deodoro Árbitro: Nelson Glock BRA |
|                            | S. Silva 43' |       |           |                                                         |

## Classificação final

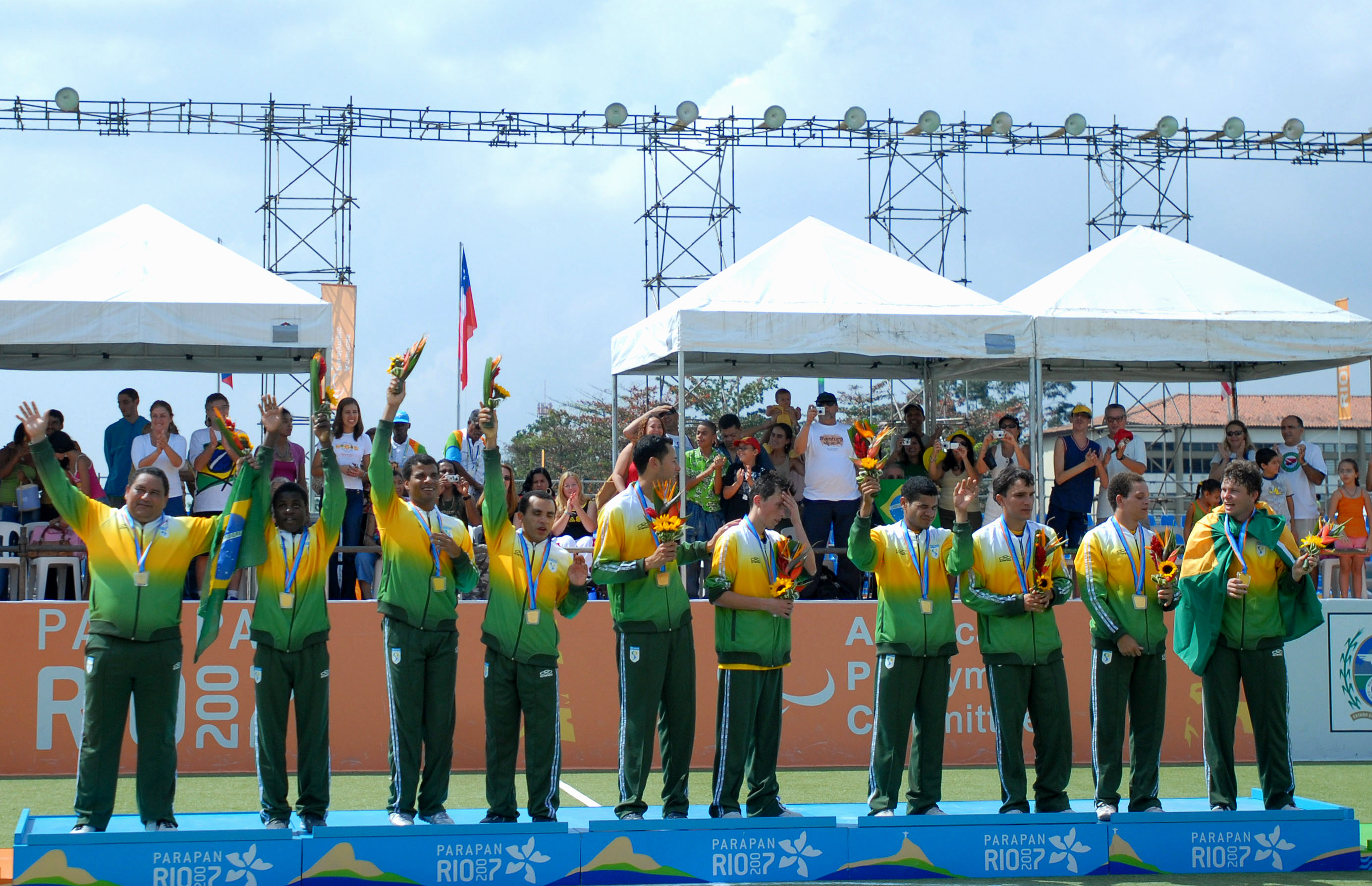
Equipe brasileira campeã do futebol de 5

| Pos.   | Equipe    | Campanha (V-E-D) |
| ------ | --------- | ---------------- |
| Ouro   | Brasil    | (5-0-0)          |
| Prata  | Argentina | (2-1-2)          |
| Bronze | Paraguai  | (3-1-1)          |
| 4      | Colômbia  | (1-0-4)          |
| 5      | Chile     | (0-0-4)          |